# Carta di circolazione
La carta di circolazione, o licenza di circolazione, in Italia informalmente libretto di circolazione, è un documento necessario per la circolazione e la guida su strada pubblica di autoveicoli, motoveicoli e rimorchi, che ha la funzione di attestare l'idoneità alla circolazione.
Le carte di circolazione, originariamente documenti cartacei di ampio formato, sono sempre più spesso sostituite da documenti plastificati di dimensioni ridotte o tessere. Tuttavia, diversi Stati, come l'Italia, continuano a utilizzare documenti cartacei che devono accompagnare il veicolo durante la circolazione.

## Nel mondo

### La carta di circolazione europea

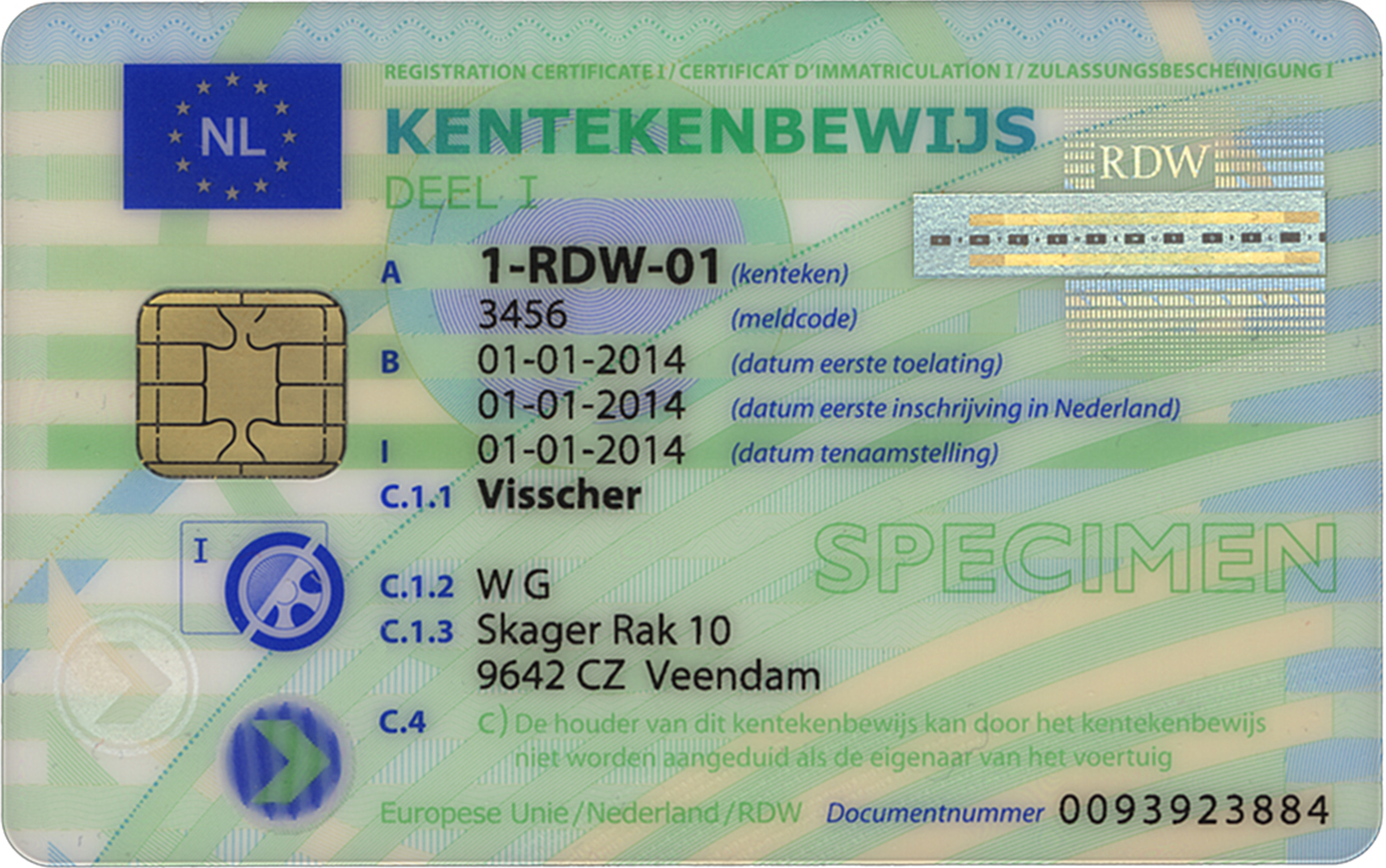
Carta di circolazione digitale olandese

Le carte di circolazione nell'Unione europea contengono un insieme minimo di informazioni, elencati secondo i seguenti codici armonizzati:

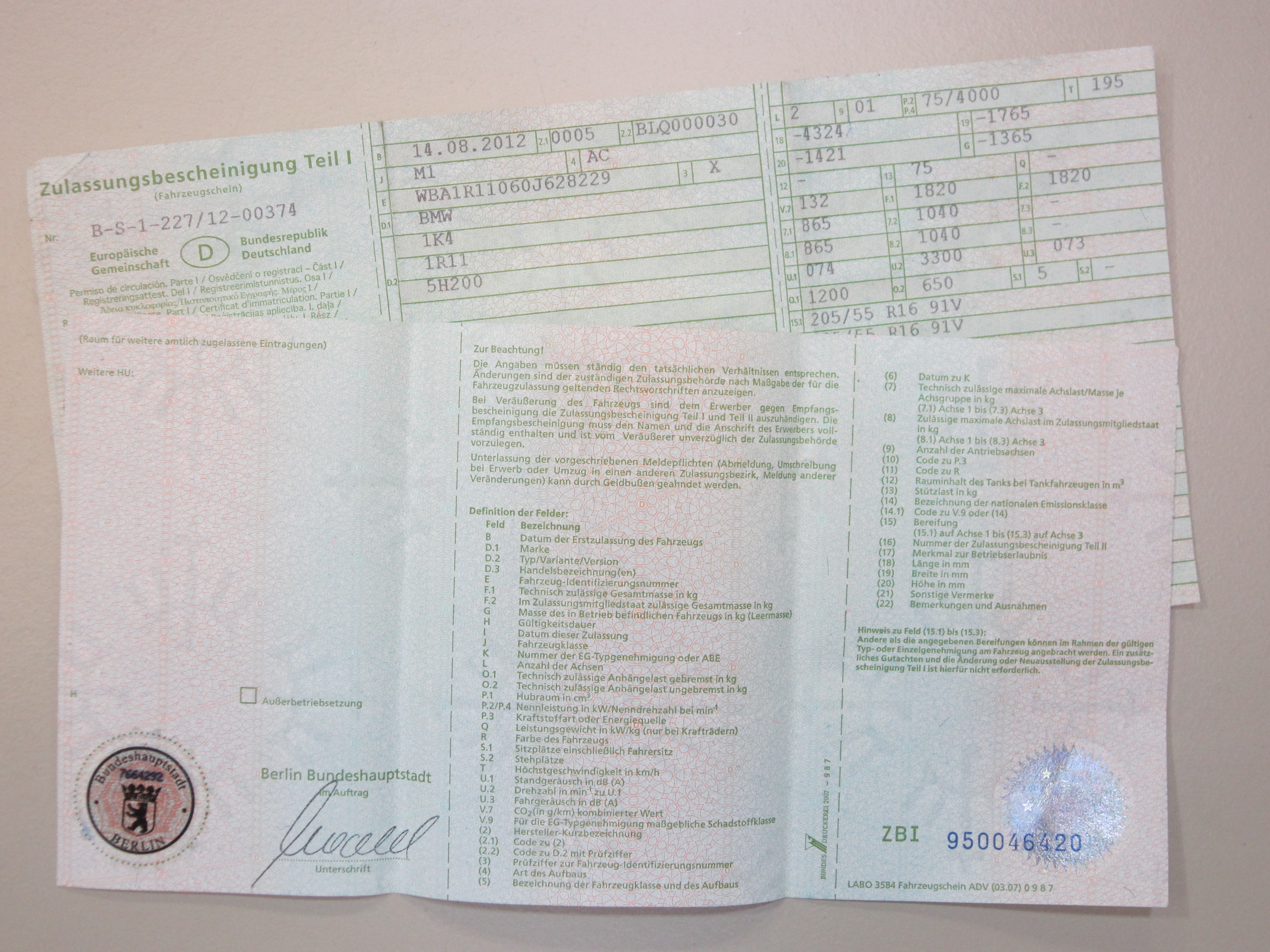
Carta di circolazione tedesca

- (A) Numero di immatricolazione (targa)
- (B) Data della prima immatricolazione del veicolo
- (C.2.1) Cognome o ragione sociale
- (C.2.3) Indirizzo nello Stato membro di immatricolazione alla data di rilascio del documento
- (C.3.1) Cognome o ragione sociale
- (C.3.2) Nome/i o iniziale/i (se del caso)
- (C.3.3) Indirizzo nello Stato membro di immatricolazione alla data di rilascio del documento
- (D.1) Marca veicolo
- (D.2) Tipo veicolo
- (D.3) Denominazione/i commerciale/i
- (E) Numero di identificazione del veicolo (telaio)
- (F.1) Massa massima a carico tecnicamente ammissibile, ad eccezione dei motocicli
- (F.2) Massa massima a carico ammissibile del veicolo in servizio nello Stato membro di immatricolazione
- (F.3) Massa massima a carico ammissibile dell'insieme in servizio nello Stato membro di immatricolazione
- (G) Massa del veicolo in servizio carrozzato e munito del dispositivo di attacco per i veicoli trattori di categoria diversa dalla M1
- (I) Data di immatricolazione alla quale si riferisce la carta di circolazione
- (J) Categoria del veicolo
- (J.1) Destinazione ed uso del veicolo
- (J.2) Carrozzeria del veicolo
- (K) Numero di omologazione del tipo (se disponibile)
- (L) Numero di assi
- (N.1) Ripartizione tra gli assi della massa massima a carico tecnicamente ammissibile (per i veicoli con massa totale superiore a 3500 kg) Asse 1 (kg)
- (N.2) Asse 2 (kg), se del caso
- (N.3) Asse 3 (kg), se del caso
- (N.4) Asse 4 (kg), se del caso
- (N.5) Asse 5 (kg), se del caso
- (O.1) Massa massima a rimorchio tecnicamente ammissibile con rimorchio frenato (kg)
- (O.2) Massa massima a rimorchio tecnicamente ammissibile con rimorchio non frenato (kg)
- (P.1) Cilindrata (cm³)
- (P.2) Potenza netta massima (kW) (se disponibile)
- (P.3) Tipo di combustibile o di alimentazione
- (P.5) Numero di identificazione del motore
- (Q) Rapporto potenza/massa in kW/kg (solo per i motocicli)
- (S.1) Numero di posti a sedere, compreso quello del conducente
- (S.2) Numero di posti in piedi (se del caso).
- (U.1) Livello sonoro a veicolo fermo [dB(A)]
- (U.2) Livello sonoro a regime del motore (giri×min−1)
- (V.1) CO (g/km o g/kWh)
- (V.2) HC (g/km o g/kWh)
- (V.3) NOx (g/km o g/kWh)
- (V.5) Particolato per i motori diesel (g/km o g/kWh)
- (V.7) CO2 (g/km)
- (V.9) Indicazione della classe ambientale di omologazione CE.

### Il documento unico di circolazione in Italia
In Italia, con il decreto legislativo del 29 maggio 2017 nº 98, entrato in vigore il 1º gennaio 2020, è stato introdotto il "Documento Unico di Circolazione e di Proprietà" (DUC) del veicolo. Questo nuovo documento sostituisce sia la carta di circolazione che il certificato di proprietà del veicolo, sia in formato cartaceo che in formato digitale.
Il documento unico di circolazione è costituito dall’attuale modello di carta di circolazione, nel quale sono registrati anche i dati relativi alla situazione giuridico-patrimoniale del veicolo, come riportsto nel Pubblico registro automobilistico (PRA), inclusi il numero progressivo e la scrittura privata.
Poiché l’emissione del Documento Unico (DU) è attualmente in fase di attuazione, per i veicoli già immatricolati o iscritti al PRA, la sostituzione avverrà al momento della prima operazione effettuata. Pertanto, nel corso del tempo, potrà verificarsi la coesistenza di veicoli muniti di carta di circolazione e certificato di proprietà (CdP) con veicoli già dotati del Documento Unico di circolazione.